# Gottfried von Admont
Gottfried von Admont war Abt des Klosters Admont von 1138 bis 1165, Klosterreformer, Prediger und „monastischer Theologe“.

## Leben
Gottfried, angeblich aus der Adelsfamilie derer von Vemmingen, war der Sohn eines Irimbert und einer Hazecha. Beide Personen sind in Nekrologien aus Klöstern der Admonter Klosterreform bezeugt, es wird eine schwäbische Herkunft der Familie Gottfrieds angenommen. Gottfried wurde noch zur Zeit Abt Theogers (1088–1119) Mönch in St. Georgen und stieg dort bis zum Prior auf. Nach einem nur zu vermutenden Zwischenspiel als Abt im Kloster Weingarten trat er nach dem Tod Wolfholds (1115–1137) im Jahr 1138 dessen Nachfolge in Admont an. Er wurde zum zweiten bedeutenden Reformabt des Klosters.
Erstmals ist Gottfried als Admonter Klosterleiter in einer Urkunde vom 22. März 1139 bezeugt, mit Datum vom 13. April 1139 erhielt seine Mönchsgemeinschaft ein Schutz- und Bestätigungsprivileg Papst Innozenz’ II. (1130–1143). Die unter Gottfried getätigten Güterzuwendungen an die Admonter Mönchsgemeinschaft belegen zudem den auch nach außen wirksamen Erfolg der geistlichen Kommunität, deren wirtschaftliche Grundlagen sich somit weiter vergrößerten und auch der rechtlichen Absicherung z. B. durch Papstprivilegien bedurften.
Im Jahr 1142 erkrankte Gottfried schwer. In den Beginn der 1140er-Jahre gehört die (wahre?) Geschichte von der Prinzessin Sophia, der Tochter des ungarischen Königs Bela II. (1131–1141), die auf ihre Verlobung mit dem Sohn des deutschen Königs Konrad III. (1138–1152), Heinrich († 1150), in Admont wartete und schließlich in das Admonter Frauenkloster eintrat.
Im Jahr 1147 wurde unter wohl massiver Mitwirkung Gottfrieds Abt Eberhard von Biburg (1133–1147) zum Salzburger Erzbischof (1147–1164) gewählt. Der Einfluss Gottfrieds muss also in der Erzdiözese beträchtlich gewesen sein, Eberhard I. hielt sich u. a. im September des Jahres 1152 in Admont auf, die erzbischöfliche Visitation hatte ihren Grund in der Brandkatastrophe, die das Kloster in der Nacht vom 10. auf den 11. März 1152 heimgesucht hatte. Sowohl die Baulichkeiten der Mönche als auch die der Nonnen und nicht zuletzt die Kirche waren davon betroffen, doch begann man sehr schnell mit dem Wiederaufbau des Zerstörten. Die Anwesenheit Gottfrieds auf der Salzburger Diözesansynode von 1153, seine häufige Zeugenschaft in erzbischöflichen Urkunden belegen, dass der Admonter Abt auch nach dem Klosterbrand Aktivitäten außerhalb Admonts entfaltete.
Dazu gehörte natürlich die von Gottfried weiter vorangetriebene Admonter Klosterreform; dreizehn Mönche aus Admont sollen während seines Abbatiats Äbte zu reformierender Klöster geworden sein. Im alexandrinischen Papstschisma (1159–1177) stand Gottfried im Gefolge des Salzburger Erzbischofs auf der Seite Papst Alexanders III. (1159–1181), gerade die Salzburger Kirchenprovinz war von den Auseinandersetzungen um den „richtigen“ Papst betroffen.
Am 25. Juni 1165 starb Gottfried von Admont, der in vielen Belangen wirkungsmächtigste hochmittelalterliche Abt des Klosters Admont.

## Wirken
Der Admonter Abt war auch „Vater und Lehrer“ seiner Mönche (und der Admonter Nonnen). So wird Gottfried eine große Anzahl von in Latein verfassten Predigten zugeschrieben, die noch heute in mehreren Handschriften der Admonter Stiftsbibliothek enthalten und z. T in Zusammenarbeit mit seinem Bruder Irimbert von Admont entstanden sind. Die Predigten teilen sich auf in Homilien zu den Sonntagen und zu den Feiertagen sowie in Predigten über Themen aus dem Alten Testament. Dazu passen die exegetischen Schriften Gottfrieds über den biblischen Patriarchen Jakob, den Propheten Jesaja und den Propheten Daniel. Der Admonter Klosterleiter erlangte durch seine Gelehrsamkeit eine gewisse Berühmtheit. Der Liber contra duas haereses des Theologen und Kirchenreformers Gerhoch (* 1092/93–1169), Propst des Chorherrenstiftes Reichersberg am Inn, ist dem „monastischen Theologen“ Gottfried gewidmet. Der Admonter Abt wird ebenfalls erwähnt in dem berühmten „Dialog zwischen einem zisterziensischen und einem cluniazensischen Mönch über die unterschiedliche Beachtung der [Mönchs-] Ordnung“: Der Zisterzienser, der ehemalige Benediktiner Idung von Prüfening (vor 1144, vor 1155), nennt den „Herrn Abt Gottfried von Admont“ einen „Mann von gelehrter Heiligkeit und großer Ehrenhaftigkeit“, der Cluniazenser antwortet, dass „derselbe Abt den Ruf großer Freigebigkeit und Beliebtheit hat“.

## Ausgaben
- Venerabilis Godefridi abbatis Admontensis opera omnia. Hrsg. v. Bernard Pez (= Patrologiae cursus completus sive bibliotheca universalis, integra, uniformis, commoda, oeconomica, omnium ss. patrum, doctorum scriptorumque ecclesiasticorum. Series Latina 174), Paris 1854. Reprint von Brepols 1997, ISBN 978-2-503-11742-3